# Astro (artiste)
 (novembre 2020).
Pour les articles homonymes, voir Astro.
Astro, né Grégory Teboul en 1981 à Sarcelles, est un street artiste muraliste français.

## Biographie
Autodidacte, Astro réalise ses premiers graffitis en 2000 dans la banlieue nord de Paris. A ses débuts, il privilégie le lettrage et le wildstyle, un style de graffiti où les lettres sont intriquées. Ce style laisse présager son attirance pour l'abstraction et les formes recherchées. Ce qu'il confirmera par la suite en se dirigeant vers une expression abstraite qui mêle courbes, géométrie et calligraphie.

## Publications
- L'art des illusions d'optique d'Agatha et Pierre Toromanoff, Editions de la Martinière, 2020
- Street Illusions de Chrixcel et Codex Urbanus, Alternatives, 2020
- Vanités Urbaines de Chrixcel, Critères Editions, 2015
- Post-Graffiti de Charlotte Regnault, Critères Editions, 2015
- Paris City Graffiti de Comer, Da Real Editions, 2010
- 400 ML The Collection de Gautier Jourdain, Kitchen 93 Editions, 2008